# Adrianus Neet
Adrianus Neet (Hurwenen, 28 december 1902 - Gouda, 14 juli 1967) was een Nederlandse burgemeester.

## Leven en werk
Neet werd in 1902 geboren in Hurwenen als zoon van de broodbakker Hendrik Neet en van Cornelia van Berk. Hij werkte vanaf 1926 als ontvanger bij de gemeente Hurwenen, ook was hij secretaris-ontvanger van de dorpspolder Hurwenen en van de Hurwenensche Uiterwaardenpolder. In 1941 werd hij benoemd tot burgemeester van Hurwenen. In 1943 werd hij tevens waarnemend burgemeester van Rossum. Per 2 januari 1945 werd hij als burgemeester vervangen door een NSB-burgemeester, Jan Boll. In 1946 werd hij benoemd tot burgemeester van Ouderkerk aan den IJssel. Dit ambt vervulde hij tot zijn overlijden. 
Neet was gehuwd. Hij overleed in juli 1967 op 64-jarige leeftijd in Gouda. In Ouderkerk aan den IJssel werd de Burgemeester Neetstraat naar hem genoemd.